# Michel Heller
Mijaíl Yákovlevich Heller, conocido como Michel Heller (en ruso Михаи́л Я́ковлевич Ге́ллер), (Maguilov (Bielorrusia; 31 de agosto de 1922-París, 3 de enero de 1997) fue un historiador francés de origen ruso. También utilizó el pseudónimo de Adam Kruczek. 

## Biografía
Mijaíl Yákovlevich Heller nació en el seno de una familia judía obrera de Moscú.
Hizo sus estudios en la facultad de Historia de la Universidad Estatal de Moscú entre 1941 y 1945, y presentó su tesis en 1946 sobre la historia de las relaciones germano-rusas.
En 1950, recién casado con una mujer polaca y con un bebé, fue arrestado por las autoridades soviéticas y condenado a quince años de trabajos forzados. Fue enviado a un campo de trabajo del Gulag situado al norte de Kazajistán. Liberado en 1956 tras seis años de reclusión, emigró hacia Polonia y después hacia Francia, donde escribe toda su obra a partir de 1968.
Fue nombrado profesor emérito en la Universidad de La Sorbona (Université Paris-IV) donde fue maestro hasta 1990.
Falleció de un infarto el 3 de enero de 1997, pocos meses después de haber acabado Histoire de la Russie et de son empire, fruto de diez años de trabajo.

## Obras
- Le Monde concentrationnaire et la littérature soviétique, L'Âge d'Homme, Lausanne, 1974.
- L'Utopie au pouvoir. Histoire de l'URSS de 1917 à nos jours, junto a Aleksandr Nekrich, Paris, Calmann-Lévy, 1982.
- Sous le regard de Moscou: Pologne 1980-1982, Paris, 1982.
- La Machine et les rouages. La formation de l'homme soviétique, Paris, 1985.
- 70 ans qui ébranlèrent le monde, Paris, 1987.
- Le Septième Secrétaire. Splendeur et misère de Mikhaïl Gorbatchev, Paris, 1990.
- Histoire de la Russie et de son empire, Flammarion, coll. « Champs », 1997, 986 p. ISBN 2-08-081410-9
- Boris Souvarine, Sur Lénine, Trotski et Staline (1978-79), entretiens avec Branko Lazitch et Michel Heller. Précédé de Boris par Michel Heller, éditions Allia, 1990. Nouvelle édition précédée de La Controverse sur Lénine, la révolution et l'histoire par Michel Heller, Paris, Allia, 2007